# Championnat de Roumanie de football 1989-1990
Navigation
Saison précédente Saison suivante
La saison 1989-1990 du Championnat de Roumanie de football était la 72e édition de la première division roumaine. Le championnat rassemble les 18 meilleures équipes du pays au sein d'une poule unique, où chaque club rencontre tous ses adversaires 2 fois, à domicile et à l'extérieur.
À la suite des événements de décembre 1989 et de la chute du régime de Nicolae Ceaușescu, les clubs de l'AS Victoria Bucarest, club de la police de Bucarest et le FC Olt Scornicesti, le club de la ville natale de l'ex-dirigeant communiste, sont exclus du championnat. Toutes les rencontres qui leur restaient à disputer sont déclarées perdues sur le score de 3-0.
C'est le club du Dinamo Bucarest qui met fin au règne du Steaua, champion depuis 4 ans en terminant en tête du championnat, il remporte le 13e titre de champion de Roumanie de son histoire. Le Dinamo réussit même le doublé Coupe-championnat en battant son rival, le Steaua Bucarest en finale de la Coupe de Roumanie.

## Les 18 clubs participants
| - Dinamo Bucarest - Politehnica Timisoara - Promu de Divizia B - FC Arges Pitesti - Steaua Bucarest - Petrom Flacara Moreni - Sportul Studentesc Bucarest - Farul Constanta - Universitatea Craiova - FC Bihor Oradea | - FC Brasov - FC Inter Sibiu - FC Olt Scornicesti - SC Bacau - SC Jiul Petrosani - Promu de Divizia B - FC Corvinul Hunedoara - AS Victoria Bucarest - FC Petrolul Ploiesti - Promu de Divizia B - Universitatea Cluj |

## Compétition

### Classement
Le classement est établi en utilisant le bareme suivant :
- Victoire : 2 points
- Match nul : 1 point
- Défaite, forfait ou abandon : 0 point

| Rang | Équipe                      | Pts | J  | G  | N | P  | Bp | Bc | Diff |
| ---- | --------------------------- | --- | -- | -- | - | -- | -- | -- | ---- |
| 1    | Dinamo Bucarest (C)         | 57  | 34 | 26 | 5 | 3  | 96 | 23 | +73  |
| 2    | Steaua Bucarest (T)         | 56  | 34 | 26 | 4 | 4  | 89 | 30 | +59  |
| 3    | Universitatea Craiova       | 44  | 34 | 19 | 6 | 9  | 56 | 27 | +29  |
| 4    | FC Petrolul Ploiesti (P)    | 41  | 34 | 17 | 7 | 10 | 56 | 40 | +16  |
| 5    | Politehnica Timișoara (P)   | 41  | 34 | 17 | 7 | 10 | 65 | 40 | +25  |
| 6    | FC Inter Sibiu              | 36  | 34 | 16 | 4 | 14 | 52 | 42 | +10  |
| 7    | FC Brașov                   | 35  | 34 | 13 | 9 | 12 | 42 | 57 | -15  |
| 8    | FC Corvinul Hunedoara       | 32  | 34 | 14 | 4 | 16 | 37 | 56 | -19  |
| 9    | Farul Constanța             | 31  | 34 | 11 | 9 | 14 | 54 | 54 | 0    |
| 10   | FC Bihor Oradea             | 30  | 34 | 13 | 4 | 17 | 61 | 61 | 0    |
| 11   | Sportul Studentesc Bucarest | 30  | 34 | 12 | 6 | 16 | 43 | 57 | -14  |
| 12   | FC Argeș Pitești            | 29  | 34 | 13 | 3 | 18 | 38 | 45 | -7   |
| 13   | Universitatea Cluj          | 29  | 34 | 10 | 9 | 15 | 40 | 60 | -20  |
| 14   | SC Jiul Petroșani (P)       | 29  | 34 | 12 | 5 | 17 | 41 | 54 | -13  |
| 15   | SC Bacău                    | 29  | 34 | 12 | 5 | 17 | 43 | 56 | -13  |
| 16   | Petrom Flacăra Moreni       | 28  | 34 | 10 | 8 | 16 | 37 | 48 | -11  |
| 17   | AS Victoria Bucarest        | 21  | 33 | 8  | 5 | 20 | 24 | 64 | -40  |
| 18   | FC Olt Scornicești          | 12  | 33 | 4  | 4 | 25 | 16 | 76 | -60  |

|  | Qualifié pour la Coupe des clubs champions 1990-1991 |
|  | Qualifié pour la Coupe des Coupes 1990-1991          |
|  | Qualifié pour la Coupe UEFA 1990-1991                |
|  | Relégation en Divizia B                              |
|  | Exclusion du championnat                             |

## Bilan de la saison
| Tableau d'Honneur                   |                 |
| Compétition                         | Vainqueur       |
| Championnat de Roumanie de football | Dinamo Bucarest |
| Coupe de Roumanie de football       | Dinamo Bucarest |

| Qualifications européennes          |                                                                  |
| Compétition                         | Qualifié                                                         |
| Coupe des clubs champions 1990-1991 | Dinamo Bucarest                                                  |
| Coupe des Coupes 1990-1991          | Steaua Bucarest                                                  |
| Coupe UEFA 1990-1991                | Universitatea Craiova FC Petrolul Ploiesti Politehnica Timisoara |

| Promotions et relégations |                                                        |
| Promus en Divizia A       | FC Rapid Bucarest Gloria Bistrita FCM Progresul Braila |
| Relégué en Divizia B      | Petrom Flacara Moreni                                  |
| Exclus du championnat     | AS Victoria Bucarest FC Olt Scornicesti                |